# Atrofia óptica
Atrofia óptica ou atrofia ótica é a perda de algumas ou da maioria das fibras do nervo óptico. Na medicina, atrofia significa  normalmente "encolhido mas capaz de recrescer ", assim alguns discutem que atrofia óptica como um termo patológico está um pouco errado, usando assim Neuropatia óptica.

## Sintomas
Pode haver sintomas associados com perda de visão (embora possa haver uma dificuldade particular com visão em cores).  
Atrofia óptica bilateral: Perda de visão e descoloração de discos em ambos os olhos. Esta é uma forma genérica e pode ser herdada.

## Causas
Atrofia óptica pode ser congênita ou adquirida.  

### Congênita
Se congênito, é normalmente hereditário com um início de deterioração na infância e pode ser acompanhado através de nistagmos. A neuropatia óptica hereditária de Leber, (LHON) ou atrofia óptica de Leber é hereditária, mas típicamente tem seu início entre 20-30 anos e tem maior incidência em homens. Isto ocorre devido a uma mutação do genoma mitocondrial e conseqüentemente é passada exclusivamente pelas mães.  
Alternativamente, atrofia óptica congênita pode ser causada por uma falta de oxigênio durante gravidez, labute ou nos primeiros dias de vida de uma criança. Algumas drogas tomadas durante gravidez também são associadas com atrofia óptica.

### Adquirida
O tipo adquirido de atrofia óptica pode estar devido a mudanças de irrigação de sangue no olho ou nervo óptico, pode ser secundária à uma inflamação ou inchaço dentro do nervo óptico (neurite óptica), pode ser um resultado de pressão contra o nervo óptico (como de um tumor), ou pode ser relacionado a doenças metabólicas (por exemplo, diabete mellitus), trauma, glaucoma, ou intoxicação (causada por metanol, tabaco, ou outros venenos). Também é vista a deficiência da vitamina B12 e a doença de Paget do osso.

## Prognóstico
O nervo óptico é parte do sistema nervoso e não tem nenhuma capacidade de regeneração. Conseqüentemente, não há possibilidade de haver nenhuma recuperação da atrofia óptica e o termo pode se referir para sério ou moderado, mas sempre há perda visual irreversível devido a danos no nervo óptico. São vistos três tipos de degeneração: transsináptica, anterógrada e retrógrada.